# Mao Zedong
Mao Zedong o Mao Tse-tung (毛澤東T, 毛泽东S, Máo ZédōngP, Mao Tsê-tungW; ; Shaoshan, 26 dicembre 1893 – Pechino, 9 settembre 1976) è stato un rivoluzionario, politico, militare, poeta cinese e presidente del Partito Comunista Cinese dal 1943 fino alla sua morte.
Sotto la sua guida, il partito comunista salì al governo cinese a seguito della vittoria nella guerra civile e della fondazione della Repubblica Popolare Cinese, di cui dal 1949 fu presidente. Durante la guida della Cina sviluppò un marxismo-leninismo "sinizzato", noto come maoismo, collettivizzando l'agricoltura con il cosiddetto grande balzo in avanti. Il presidente cinese fu anche promotore di un'alleanza (che in seguito ruppe negli anni 1950) con l'Unione Sovietica e lanciò la cosiddetta grande rivoluzione culturale. Mao viene comunemente chiamato Presidente Mao (毛主席S, Máo ZhǔxíP). All'apice del suo culto della personalità Mao era comunemente noto in Cina come il "quattro volte grande": "Grande Maestro, Grande Capo, Grande Comandante Supremo, Grande Timoniere" (伟大导师，伟大领袖，伟大统帅，伟大舵手S, Wěidà Dǎoshī, Wěidà Lǐngxiù, Wěidà Tǒngshuài, Wěidà DuòshǒuP).
A partire dal 1949 Mao promosse molteplici riforme per trasformare il Paese, spesso utilizzando metodi violenti o giustificando le violenze compiute da gruppi popolari: iniziò con la riforma agraria cinese per ridistribuire le terre agricole, la campagna per la soppressione dei controrivoluzionari, che portò al laogai (l'utilizzo dei lavori forzati contro chi si opponeva) e le campagne dei tre anti e dei cinque anti, dirette contro la corruzione e i detentori di grandi capitali.
Dopo la pubblicazione della Costituzione della Repubblica Popolare Cinese (1954) Mao promosse la campagna politica movimento Sufan contro gli oppositori e la campagna anti-destra, una grande epurazione all'interno del Partito Comunista Cinese.
Negli anni tra il 1958 e 1961, Mao decise il "grande balzo in avanti", un piano economico e sociale che risultò fallimentare, causando il crollo del sistema produttivo industriale e che viene considerato tra le possibili cause della grande carestia cinese, la più grande carestia della storia umana, durante la quale morirono milioni di persone.
Seguirono il Movimento di Educazione Socialista nel 1963 e la rivoluzione culturale nel 1966. Quest'ultima fu uno scontro politico all'interno delle Istituzioni, vinto da Mao, che coinvolse l'intero tessuto sociale della Cina.
Durante il governo di Mao, la popolazione cinese è aumentata da circa 550 a 900 milioni a causa dell'aumento dell'aspettativa di vita e del fatto che il governo cinese non ha attuato rigorosamente la sua politica di pianificazione familiare. Inoltre, dal 1949 nei successivi trent'anni, il tasso di alfabetizzazione è passato dal 20% a oltre il 65% ed è notevolmente migliorata la condizione femminile.
A Mao è attribuita la creazione di una Cina unificata e libera dalla dominazione straniera. Durante l'era di Mao Zedong, la Cina fu coinvolta nella scissione sino-sovietica, nella guerra sino-indiana, nella guerra del Vietnam, nell'ascesa dei Khmer rossi e, con l'invio di truppe a supporto della Corea del Nord, nella guerra di Corea.. Dai primi anni '70, anche tramite la diplomazia del ping pong, vi fu una distensione delle relazioni sino-statunitensi e la Repubblica Popolare Cinese ottenne il seggio cinese alle Nazioni Unite che fino a quel momento era attribuito alla Repubblica di Cina.

## Biografia

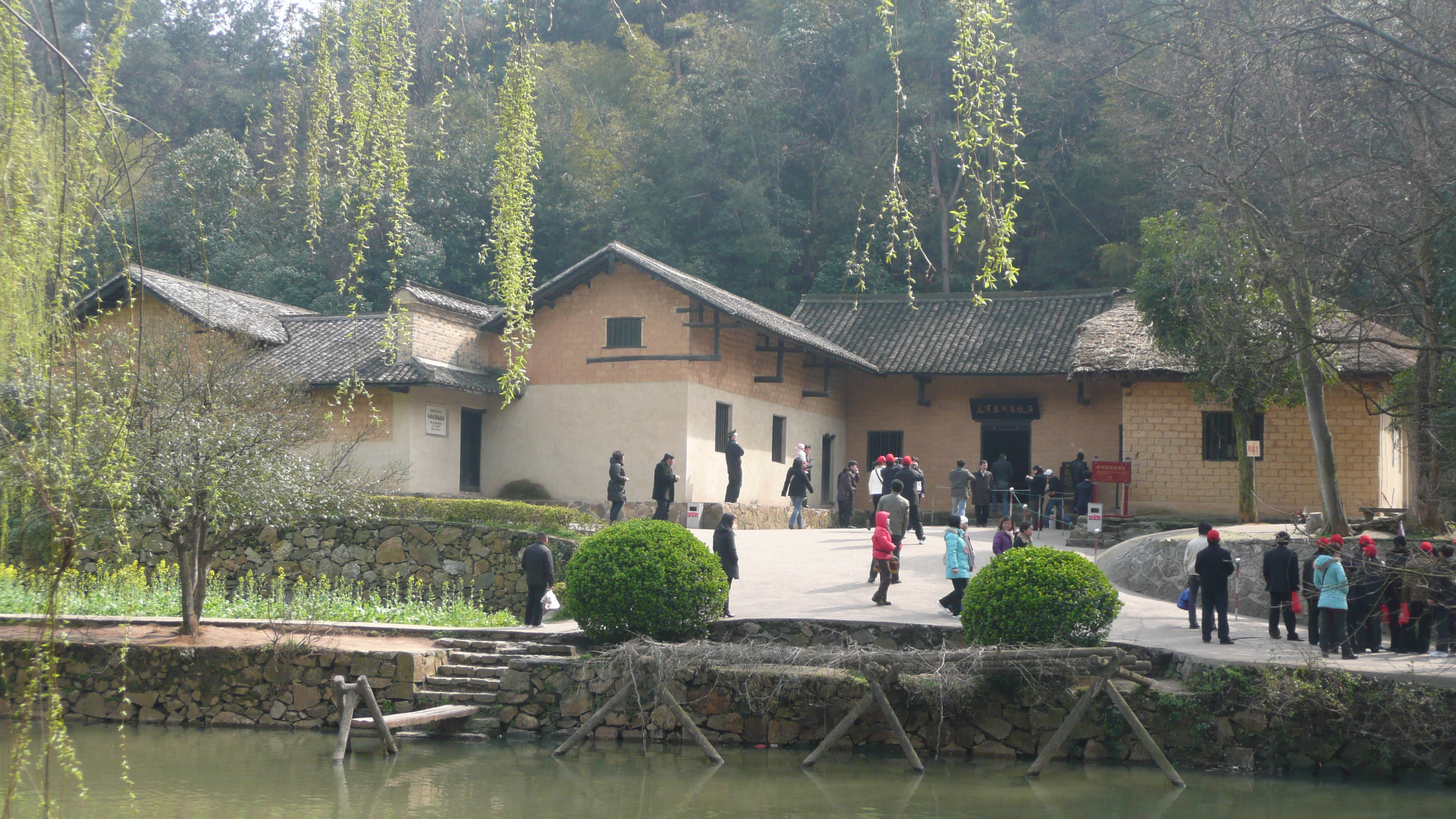
La casa natale di Mao a Shaoshan (2010)

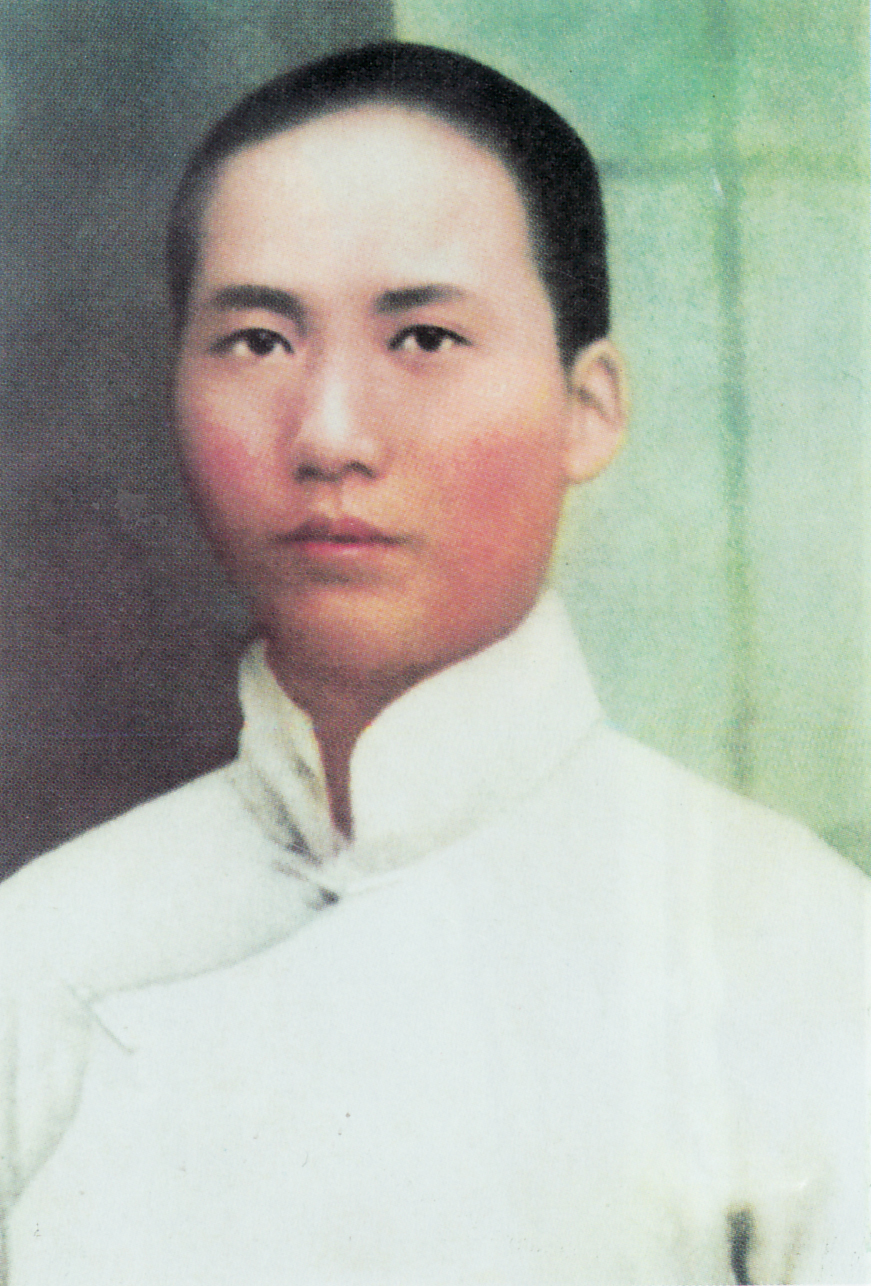
Mao negli anni 1910

Mao Zedong nacque nel villaggio di Shaoshan, più precisamente nella contea di Xiangtan (湘潭縣), provincia di Hunan, da una famiglia di coltivatori agricoli moderatamente agiata. I suoi antenati erano migrati nel villaggio dalla provincia di Jiangxi durante l'epoca della dinastia Ming e si erano sempre dedicati all'agricoltura. Ebbe due fratelli minori, Zemin e Zetan. All'età di quattordici anni fu costretto dal padre a sposare Luo Shi (羅氏), una ragazza più anziana di lui di qualche anno.
Tale matrimonio non fu mai accettato da Mao, che sostenne di non aver mai dormito con la ragazza, rifiutando di riconoscerla come moglie. Durante la Rivoluzione del 1911 prestò servizio nell'esercito provinciale di Hunan. Negli anni 1910 Mao ritornò a scuola, dove divenne un sostenitore della forma fisica e dell'azione collettiva; in questo periodo si avvicinò inoltre alle idee anarchiche leggendo scritti di diversi esponenti anarchici, principalmente Bakunin e Kropotkin. Fu colpito particolarmente da quest'ultimo per la sua volontà di abolire la differenza tra lavoro manuale e lavoro intellettuale (come Bakunin e Marx), tra città e campagna. Il concetto di mutuo soccorso, molto presente nel pensiero del filosofo, e lo scopo di creare un'utopia anarchica basata su collaborazione pacifica eserciteranno una grande influenza su Mao: nel 1918 era stato questo ideale anarchico a farlo partecipare al lavoro nella società di studi dello Hunan.
Dopo essersi diplomato alla scuola normale di Changsha nel 1918 viaggiò verso Pechino con il suo insegnante delle superiori e suo futuro suocero, il professor Yang Changji (杨昌济), durante il movimento del 4 maggio 1919, quando Yang tenne delle lezioni all'Università di Pechino. Seguendo le sue raccomandazioni Mao lavorò sotto Li Dazhao, direttore della biblioteca universitaria, e presenziò ai discorsi di Chen Duxiu.
Mentre lavorava per la biblioteca dell'università come assistente Mao acquisì la passione per la lettura e per i libri, mantenuta negli anni successivi. Sempre a Pechino sposò Yang Kaihui, una studentessa universitaria e figlia di Yang Changji, dalla quale ebbe due figli, Mao Anying e Mao Anqing. Il matrimonio durò poco, perché nel 1930 Yang venne imprigionata e uccisa dalle truppe di Chiang Kai-shek.
Invece di trasferirsi all'estero come molti dei suoi connazionali radicali, passò l'inizio degli anni 1920 viaggiando attraverso la Cina per poi infine fare ritorno nello Hunan, dove guidò le azioni collettive per i diritti dei lavoratori. Nel luglio 1921 partecipò al primo congresso del Partito Comunista Cinese a Shanghai e due anni dopo venne eletto nel comitato centrale del partito nel corso del terzo congresso.
Durante il primo fronte unito Kuomintang-PCC Mao venne nominato direttore dell'Istituto di addestramento dei contadini del Kuomintang (il Partito Nazionalista Cinese) e all'inizio del 1927 venne inviato nella provincia di Hunan per relazionare sulle recenti sollevazioni contadine avvenute alla luce della spedizione del Nord. La relazione che redasse da questa indagine è considerata il primo importante lavoro della teoria maoista: "Rapporto sull'inchiesta condotta nello Hunan a proposito del movimento contadino". Fu anche la prima di tre analisi dettagliate delle condizioni economiche e della distribuzione delle ricchezze nelle campagne.

## Idee politiche
Durante questo periodo Mao sviluppò gran parte delle sue teorie politiche. In campo filosofico le sue idee hanno avuto un enorme impatto su generazioni di cinesi e hanno influenzato significativamente il resto del mondo. Un concetto molto importante era la sua visione dei contadini come sorgente della rivoluzione. La teoria marxista-leninista tradizionale aveva considerato i lavoratori dei nuclei urbani come forza motrice della rivoluzione.
Sosteneva quindi che nel caso specifico della Cina era la classe contadina quella dalla quale si sarebbe sviluppata la rivoluzione. Scarseggiando gli operai, la classe proletaria contava soprattutto sui molti contadini insoddisfatti, condizione necessaria per diffondere il comunismo. Mao divise le campagne in quattro classi: proprietari terrieri (non lavoravano le loro terre, ma le affittavano ai lavoratori), contadini ricchi (lavoravano una parte delle loro terre e affittavano l'altra), contadini medi (possedevano solo le terre che lavoravano e non lavoravano altre terre) e contadini poveri (possedevano terre in quantità nulla o insufficiente e lavoravano le terre di altri).
Arricchì le teorie di Engels e Marx per creare una nuova teoria del materialismo dialettico ateo. Inizialmente applicando la teoria della dialettica ai conflitti del mondo reale e successivamente asserendo che solo la realtà empirica del conflitto aveva importanza, Mao sviluppò un tipo di teoria dialettica che venne studiata per decenni. È comunque difficile determinare la reale validità di questa teoria, poiché molte delle analisi fatte su di essa sono state influenzate dall'appartenenza politica. In questo periodo Mao sviluppò anche delle idee più pratiche, come una teoria a tre stadi della guerriglia e il concetto di "dittatura democratica del popolo".

## Guerra e rivoluzione

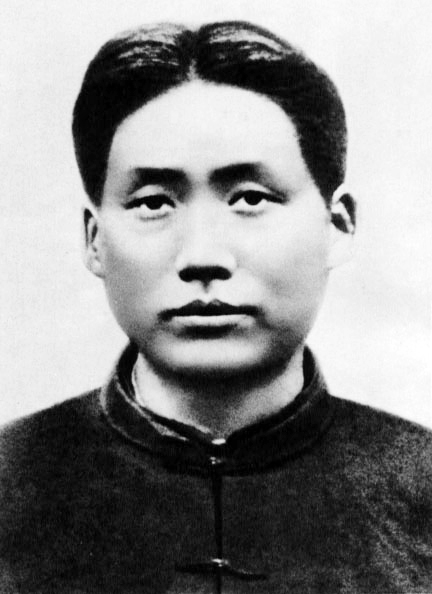
Mao nel 1927

Mao riuscì a sfuggire al terrore bianco nella primavera-estate del 1927 e a Changsha guidò la sfortunata rivolta del raccolto autunnale. Sopravvisse a malapena a questo rovescio (sfuggì alle guardie mentre veniva condotto all'esecuzione) e assieme alla sua piccola banda di guerriglieri trovò rifugio nelle montagne dello Jinggang, nella Cina sud-orientale dove, dal 1931 al 1934, Mao contribuì a fondare la Repubblica Sovietica Cinese della quale venne eletto presidente.
Fu in questo periodo che sposò He Zizhen, dopo che Yang Kaihui era stata uccisa da forze del Kuomintang. Con l'aiuto di Zhu De costruì un efficace, seppur modesto, esercito guerrigliero, intraprese esperimenti di riforma rurale e di governo e fornì rifugio ai comunisti che sfuggivano alle purghe effettuate dalla destra nelle città. Sotto la crescente stretta delle campagne di accerchiamento del Kuomintang ci fu una lotta di potere all'interno della dirigenza comunista.
Mao venne rimosso dalla sua posizione e sostituito da individui (fra cui Zhou Enlai) fedeli alla linea ortodossa sostenuta da Mosca e rappresentata all'interno del Partito Comunista Cinese da un gruppo noto come i "28 bolscevichi". Inoltre Chiang Kai-shek, che aveva in precedenza assunto il controllo nominale della Cina, in parte grazie alla spedizione del Nord, era determinato a eliminare i comunisti. Per sfuggire alle forze del Kuomintang Mao ed i suoi intrapresero la cosiddetta "Lunga marcia", una ritirata dalla provincia dello Jiangxi nel sud-est, verso quella dello Shaanxi nel nord della Cina.
Fu durante questo viaggio, lungo 9.600 km e durato un anno dall'ottobre 1934 all'ottobre 1935, che Mao emerse come capo dei comunisti cinesi, aiutato dalla conferenza di Zunyi e dalla defezione di Zhou Enlai, alleatosi con lui. Nel dicembre 1935 a Yan'an Mao emise il Manifesto di Wayaobu, con cui venne annunciata l'intenzione da parte del Partito Comunista di creare un Secondo Fronte Unito con il Kuomintang per resistere all'invasione giapponese. Dalla sua base a Yan'an Mao guidò quindi la resistenza comunista contro gli invasori nella guerra sino-giapponese (1937-1945). Mao consolidò ulteriormente il potere sul Partito Comunista Cinese nel 1942 lanciando la Zhengfeng yundong (整风运动, o campagna di rettifica, contro i rivali interni, come Wang Ming, Wang Shiwei e Ding Ling.
Sempre a Yan'an divorziò da He Zizhen, in cura a Mosca per ferite di guerra, e sposò l'attrice Lan Ping, che sarebbe divenuta nota con il nome di Jiang Qing. Durante la guerra sino-giapponese le strategie di Mao venivano avversate da Chiang Kai-shek, dagli Stati Uniti e da Mosca, la quale vedeva in Chiang Kai-shek il garante dei propri interessi in Cina. Gli Stati Uniti consideravano lo stesso Chiang come un importante alleato, in grado di aiutarli ad abbreviare la guerra impegnando i giapponesi in Cina.
Per contro Chiang cercava di costruire l'Esercito della Repubblica di Cina, in funzione del futuro conflitto con i comunisti di Mao, dopo la fine della seconda guerra mondiale. Questo fatto non venne ben compreso dagli Stati Uniti che continuarono comunque a fornire preziosi armamenti al Kuomintang. Secondo una diversa interpretazione Chiang fu fedele alla tradizione cinese di unificare militarmente e politicamente la Cina prima di combattere gli invasori esterni, che avversava non meno di Mao. Dopo la seconda guerra mondiale gli Stati Uniti continuarono ad appoggiare Chiang, ora apertamente schierato contro l'Esercito di Liberazione Popolare guidato da Mao nella guerra civile per il controllo della Cina, come parte della loro politica di contenimento e sconfitta del "comunismo mondiale".
L'appoggio dell'Unione Sovietica è dubbio: da un lato continuò a mantenere ambasciatori e agenti presso il Kuomintang, dall'altro aiutò Mao a impadronirsi degli armamenti giapponesi in Manciuria. Il 21 gennaio 1949 le forze del Kuomintang soffrirono enormi perdite contro l'Armata Rossa di Mao. Dieci giorni dopo, le truppe di Mao entrano a Pechino senza nemmeno dover combattere. All'alba del 10 dicembre 1949 l'esercito comunista cinse d'assedio Chengdu, l'ultima città controllata dal Kuomintang nella Cina continentale, e quello stesso giorno Chiang fu costretto a trovare rifugio sull'Isola di Taiwan.

## Alla guida della Cina

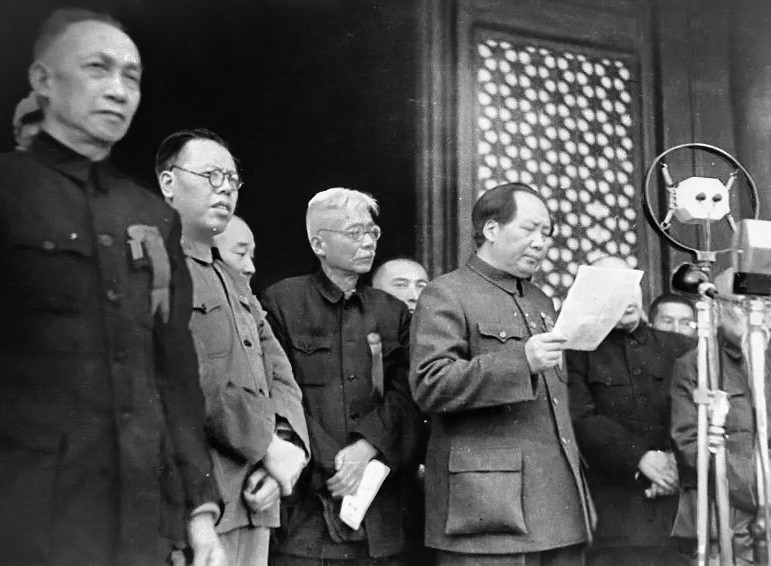
Mao mentre proclama la nascita della Repubblica Popolare Cinese il 1º ottobre 1949 (foto colorizzata)

Durante la guerra civile i comunisti, dopo aver sconfitto i nazionalisti del Kuomintang, fondarono la Repubblica Popolare Cinese il 1º ottobre 1949. Fu il culmine di oltre due decenni di lotta popolare diretta dal Partito Comunista. Dal 1954 al 1959 Mao fu presidente della Repubblica Popolare Cinese e del Partito Comunista Cinese. Prese residenza a Zhongnanhai, un complesso vicino alla Città Proibita di Pechino, nel quale decise la costruzione di una piscina al coperto e di altri edifici. Secondo testimonianze del dottor Li Zhisui, suo medico personale, Mao lavorava alacremente mentre era a letto o dal bordo di una piscina. Il libro di Li, The Life of Chairman Mao, ha suscitato molte polemiche.
Il 21 dicembre 1949, in occasione del settantesimo compleanno di Stalin, Mao si recò a Mosca nel primo viaggio all'estero della sua vita, ma l'accoglienza fu negativa: Stalin vedeva in Mao un antagonista nella guida dei regimi comunisti e non accolse nessuna delle richieste di restituzione dei territori cinesi occupati dagli zar. Ottenne solo un modesto prestito di 300 milioni di dollari in cinque anni e un accordo di collaborazione economica e militare.

### Riforma agraria e primo piano quinquennale
A seguito del consolidamento del potere Mao avviò una fase di collettivizzazione rapida e forzata, che durò all'incirca fino al 1958. Il Partito Comunista Cinese introdusse un controllo dei prezzi riuscendo, con ampio successo, a spezzare la spirale inflazionistica della precedente Repubblica di Cina e realizzando una semplificazione della scrittura cinese che mirava ad aumentare l'alfabetizzazione. Le terre vennero espropriate a grandi e piccoli proprietari terrieri e collettivizzate a favore delle masse di contadini nullatenenti. Vennero inoltre intrapresi progetti di industrializzazione su grande scala, che avrebbero dovuto contribuire alla costruzione di una moderna infrastruttura nazionale.
Tra il 1950 e il 1952 un numero elevatissimo di proprietari terrieri venne di fatto sterminato; si trattava di grandi possidenti, ma anche e soprattutto di piccoli contadini proprietari; ancora oggi il numero delle vittime è contestato: Mao, autore della politica di sterminio, li quantificava in almeno 800.000, ma secondo gli storici esso va da alcuni milioni a diverse decine di milioni. Durante questo periodo la Cina sostenne incrementi annui del prodotto interno lordo dal 4 al 9%, oltre a un drastico miglioramento degli indicatori della qualità della vita, quali aspettativa di vita e alfabetizzazione. Tuttavia, considerando l'incremento demografico superiore al 2%, l'effettivo tasso di crescita non è affatto eccezionale. Il Partito Comunista Cinese adottò inoltre delle politiche intese a promuovere la scienza, i diritti delle donne e delle minoranze, combattendo al tempo stesso l'uso di droghe e la prostituzione.
In questo periodo vennero portati avanti programmi quali la "campagna dei cento fiori", nel quale Mao indicò la sua volontà di prendere in considerazione opinioni differenti su come doveva essere governata la Cina. Data loro la possibilità di esprimersi, molti cinesi iniziarono a opporsi al Partito Comunista Cinese e a metterne in discussione la leadership. Questo venne inizialmente tollerato e addirittura incoraggiato, poiché si pensava che la critica costruttiva sarebbe stata di beneficio al partito. Dopo pochi mesi il governo di Mao ribaltò però la sua politica: fece bloccare la campagna e iniziò una battaglia contro il nazionalismo. L'incarico di questa offensiva venne affidato a quello che venne successivamente chiamato "movimento anti-destra", ferocemente repressivo non solo delle idee nazionalistiche, ma anche di quelle liberali e socialdemocratiche.

### Grande balzo in avanti

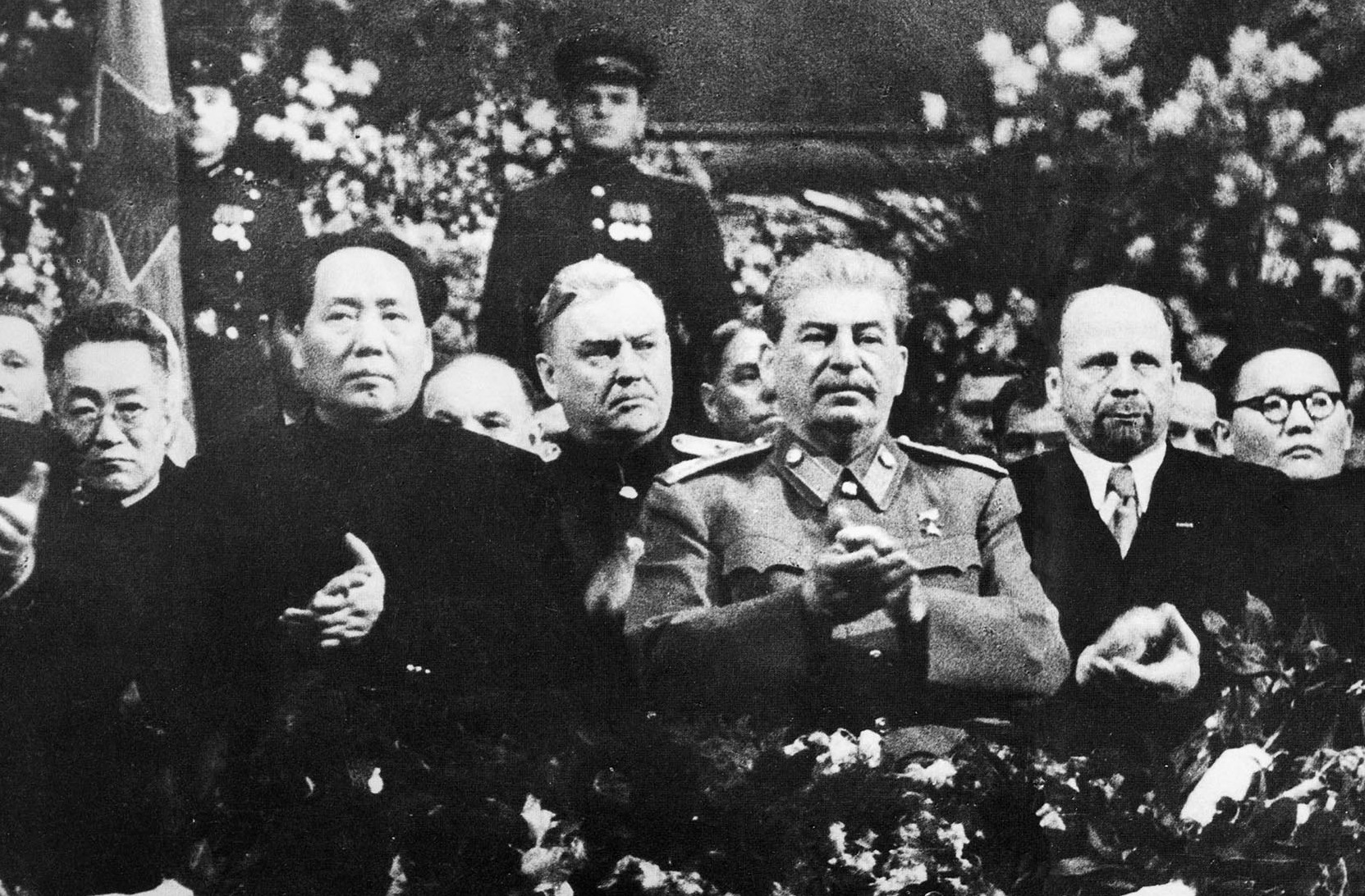
Mao a Mosca nel dicembre del 1949 per la celebrazione del 70º compleanno di Stalin

Nel 1958 Mao lanciò il "grande balzo in avanti", un piano inteso come modello alternativo per la crescita economica, il quale contraddiceva il modello sovietico basato sull'industria pesante che veniva sostenuto da altri all'interno del Partito Comunista Cinese. In base a questo programma economico l'agricoltura cinese sarebbe stata collettivizzata e sarebbe stata incentivata la piccola industria rurale a base collettivista; l'intenzione era cioè di compiere una rapidissima industrializzazione del Paese convertendo i contadini in operai. Nel mezzo del grande balzo Chruščëv ritirò il supporto tecnico sovietico, non condividendo le idee economiche di Mao.
Il grande balzo finì nel 1961 dopo che la scarsità di generi alimentari afflisse persino la città natale del presidente, Shaoshan. Sia in Cina sia all'estero il grande balzo in avanti è unanimemente riconosciuto come una politica disastrosa che causò la morte di milioni di persone, falciate non solo dalla fame, ma anche dalle operazioni militari poste in essere dall'esercito per controllare le ribellioni dei piccoli proprietari terrieri.
Secondo il governo cinese morirono 14 milioni di persone nei due anni del grande balzo in avanti, ma al di fuori della Cina tale numero è considerato una sottostima e si tende a credere che il totale delle vittime sia di 30 milioni di persone, un numero doppio rispetto alle vittime causate dalla seconda guerra sino-giapponese. Il ritiro del supporto sovietico, le dispute sui confini e sulla gestione del blocco marxista, nonché altre questioni riguardanti la politica estera, contribuirono alla crisi sino-sovietica negli anni 1960.
In seguito a questi fallimenti altri membri del Partito Comunista Cinese, compresi Liu Shaoqi e Deng Xiaoping, decisero che Mao doveva essere privato del potere reale e rivestire soltanto un ruolo simbolico e cerimoniale. Essi cercarono di emarginare il capo cinese e nel 1959 Liu divenne presidente dello Stato mentre Mao lasciò la carica, mantenendo quella di presidente del Partito Comunista Cinese. Jung Chang e Jon Halliday (Mao: la storia sconosciuta) danno però un'interpretazione diversa dei fatti.
Il grande balzo in avanti aveva l'unico scopo di produrre più generi alimentari per poterli scambiare con l'Unione Sovietica in cambio di tecnologia e know-how, in funzione della costruzione della bomba atomica (fatta scoppiare in Cina per la prima volta nel 1964). Non fu fatto nulla per favorire un'effettiva maggiore produzione agricola e vennero invece incentivate le espropriazioni e i sequestri, tanto che i contadini che sopravvissero lo fecero mangiando le foglie degli alberi e addirittura le cortecce.

### Rivoluzione culturale
(Mao Zedong, Libretto rosso)
Come reazione alla perdita di potere politico Mao rispose a Liu e Deng lanciando nel 1966 la Grande rivoluzione culturale, nella quale la gerarchia comunista venne scavalcata, affidando il potere direttamente alle Guardie Rosse, gruppi di giovani, spesso adolescenti, autorizzati a formare propri tribunali. La rivoluzione portò alla distruzione di molto del patrimonio culturale cinese, ivi compresi migliaia di antichi monumenti, a torto ritenuti retaggio della "borghesia" e all'imprigionamento di un gran numero di dissidenti, oltre ad altri sconvolgimenti sociali. Fu durante questo periodo che Mao scelse Lin Biao come suo successore, ma questi tentò un colpo di Stato militare nel 1971, fallito anche a causa della sua morte in un incidente aereo. Da quel momento in poi Mao perse fiducia in molti dei vertici del Partito Comunista Cinese.
La rivoluzione culturale ebbe un grande impatto sulla Cina: tuttavia Mao, che temeva la degenerazione del movimento, definì chiusa questa stagione nell'aprile del 1969 durante il IX congresso del Partito Comunista Cinese (anche se la storia ufficiale della Repubblica Popolare Cinese ne indica la fine nel 1976, alla morte di Mao).

### Ultimi anni e successione

Sezione del Movimento Lavoratori per il Socialismo dedicata a Mao Zedong

Negli ultimi anni della sua vita Mao dovette affrontare una salute in declino a causa della malattia di Parkinson o, secondo Li Zhisui, di un'altra malattia neuro-motoria (probabilmente una malattia del motoneurone, come la sclerosi laterale amiotrofica, mentre altri hanno parlato di sifilide), oltre ai danni polmonari causati dal fumo e ai problemi cardiaci; rimase così passivo rispetto alla politica, mentre diverse fazioni del Partito Comunista Cinese si mobilitavano nella lotta per il potere in previsione della sua morte.
Quando Mao non poté più nuotare, la piscina coperta che aveva a Zhongnanhai venne convertita, sempre secondo Li Zhisui, in un grande salone di accoglienza. Durante questo decennio fu creato attorno a Mao un culto della personalità nel quale la sua immagine veniva mostrata ovunque e le sue citazioni venivano inserite in grassetto o in caratteri rossi anche nelle pubblicazioni più mondane. Ormai stanco e malato, Mao iniziò una politica di avvicinamento all'Occidente che ebbe come risultati l'ingresso della Cina nell'ONU (1971) e la visita ufficiale nel 1972 del presidente Richard Nixon a Pechino.
In seguito agli accordi SALT I dello stesso anno iniziò anche un disgelo tra Mao e Leonid Brežnev: anche se non risolta definitivamente, la questione dei confini russo-cinesi non fu più un motivo di scontro tra le due superpotenze.
Il 2 settembre 1976 Mao si sentì male per una crisi respiratoria e venne trasferito all'ospedale 202 di Pechino. Il 5 settembre le sue condizioni erano critiche e il primo ministro Hua Guofeng richiamò Jiang Qing a Pechino per poter restare vicina al marito. Jiang Qing assistette lungamente Mao, apparentemente arrivando quasi a impazzire di dolore. La mattina dell'8 settembre, notando che egli dormiva sempre sul fianco sinistro, chiese ai medici di spostarlo di schiena; essi obiettarono che Mao poteva respirare solo stando sul fianco sinistro, ma Jiang volle spostarlo ugualmente. La respirazione di Mao si arrestò e i medici dovettero ricorrere a un respiratore. Nel giorno successivo il presidente del Partito Comunista Cinese era già cerebralmente morto e il governo decise di rimuovere il sistema di supporto vitale. Mao morì il 9 settembre 1976: dopo i funerali (con la partecipazione di circa un milione di persone) la salma venne esposta per otto giorni in piazza Tienanmen.
Dopo la morte di Mao si svolse una lotta per il controllo del potere in Cina. Da una parte c'era la sinistra della Banda dei Quattro, tra cui la vedova del presidente, che voleva proseguire la politica di mobilitazione delle masse rivoluzionarie; dall'altra la destra, che consisteva di due gruppi: i restaurazionisti guidati da Hua Guofeng, che sostenevano il ritorno a una pianificazione centralizzata in stile sovietico; e i riformatori, guidati da Deng Xiaoping, che volevano una revisione dell'economia cinese, basata su politiche pragmatiche, nonché la de-enfatizzazione del ruolo dell'ideologia nel determinare le regole politiche ed economiche. Dopo l'arresto della Banda dei Quattro e l'iniziale dominio di Hua (che fino al 1980 sarebbe stato capo del governo e fino al 1981 guidò il Partito Comunista Cinese), questa lotta fu vinta da Deng, il quale introdusse riforme economiche in stile capitalista che si sono rivelate di ampio successo, aiutando la Cina a sostenere il più alto tasso di crescita economica del mondo negli ultimi due decenni.

## Eredità

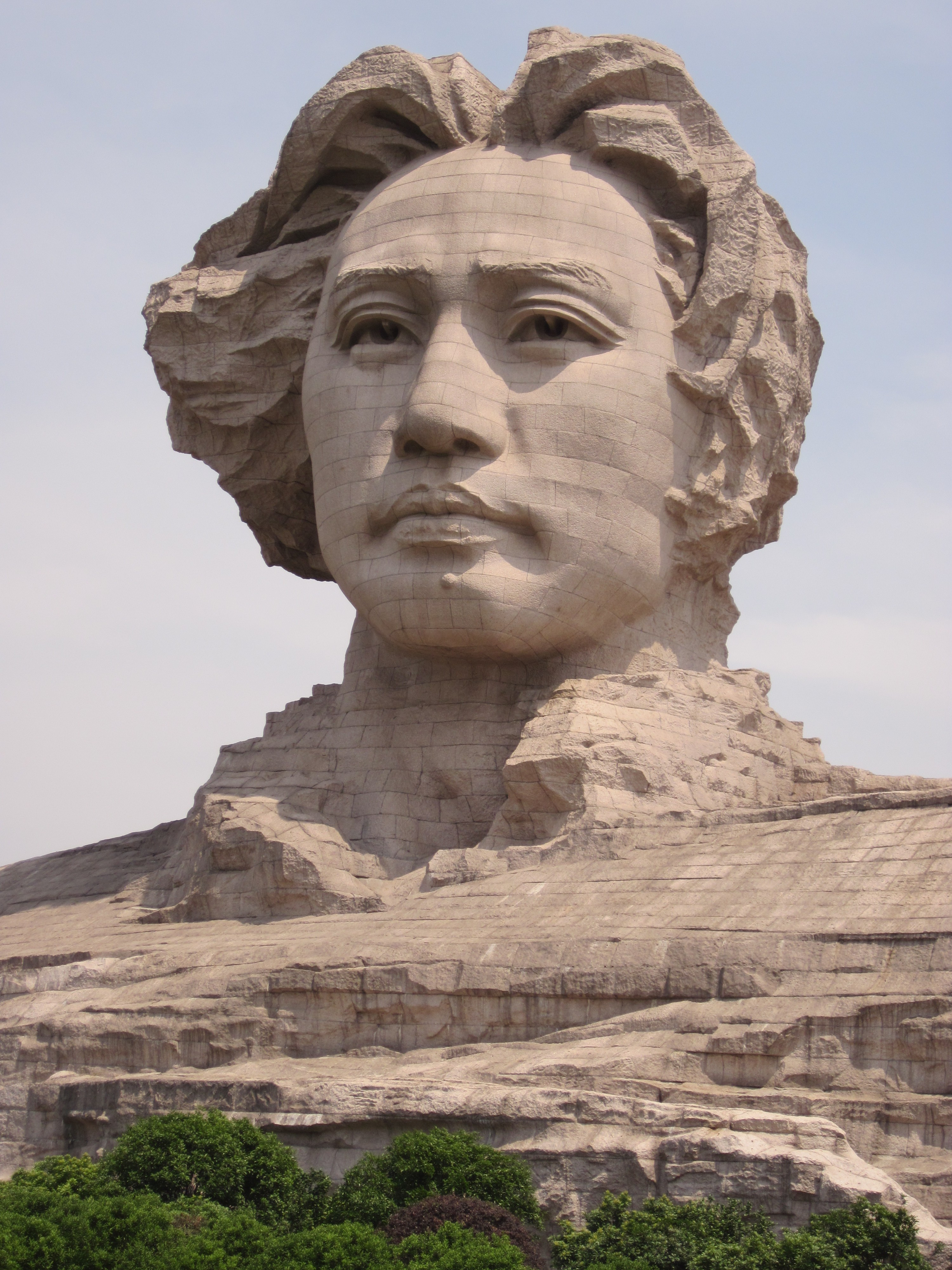
La statua del giovane Mao Zedong nella città di Changsha.

Le sue teorie militari e le sue idee filosofiche sono riassunte nelle Citazioni del presidente Mao Tse-tung (note in occidente come il Libretto rosso) e nelle Opere scelte di Mao Tse-tung. Numerosi manifesti e componimenti musicali dell'epoca citavano Mao come "un sole rosso al centro dei nostri cuori" (我们心中的红太阳) e un "salvatore del popolo" (人民的大救星).
L'eredità di Mao ha prodotto un grande quantitativo di controversie, incentrate in particolar modo sui fallimenti del grande balzo in avanti e sui disastri della rivoluzione culturale. Il punto di vista ufficiale della Repubblica Popolare Cinese è che Mao fu un grande capo rivoluzionario, anche se commise gravi errori nell'ultima parte della sua vita. Secondo Deng Xiaoping Mao fu "70% buono e 30% cattivo" (ma non si specifica, intenzionalmente, quali furono), e i suoi "contributi sono importanti e i suoi errori secondari".

Italia all'inizio degli anni 1970: manifestazione inneggiante al pensiero di Mao

Molti, compreso il Partito Comunista Cinese, ritengono Mao largamente responsabile per il grande balzo in avanti e per la rivoluzione culturale, entrambe ampiamente ritenute un disastro economico e politico. Altri critici di Mao lo incolpano per non aver incoraggiato il controllo delle nascite e per aver creato il balzo demografico a cui i successivi capi cinesi risposero adottando la politica del figlio unico.
Le stime del numero di vittime totali del periodo 1949-1976 sono molto discordanti fra loro e variano da 20 a 80 milioni: comprendono da 2 a 5 milioni di contadini durante il terrore della riforma agraria nel 1951-1952, da 20 a 40 milioni per la carestia del 1959, alcuni milioni per i laogai e da 1 a 3 milioni per la rivoluzione culturale.

Ritratto di Mao situato sull'entrata della Città Proibita

Sono controversi i giudizi di colpa, negligenza e responsabilità rispetto alla carestia del 1959-1961: alcuni autori (Jung Chang, John Halliday Mao: la storia sconosciuta, 2005) sostengono che sia stata causata volontariamente da Mao vendendo una quantità di derrate alimentari insostenibile per il Paese all'Unione Sovietica in cambio di tecnologia militare nucleare.
La maggior parte degli storici e lo stesso governo cinese sostengono comunque che la principale causa non furono i disastri naturali, ma la politica del grande balzo in avanti (vedi cause della carestia).
Sebbene la democratica India sotto la spinta dell'opinione pubblica abbia risposto in modo relativamente efficiente alle carestie evitando tragedie di portata paragonabile a quelle cinesi (causate da errori diretti o indiretti del regime), non ha saputo ridurre il tasso di mortalità come invece ha fatto la Cina nello stesso periodo. Gli autori immaginano una situazione del tutto ipotetica in cui l'India fosse stata in grado di attuare le stesse riforme ottenendo la stessa riduzione di mortalità: in tal caso stimano che in India sarebbero morte circa 100 milioni di persone in meno. Tuttavia un ragionamento analogo può portare a considerare che la politica maoista che favorì le nascite ha portato la popolazione cinese a raddoppiare dal 1949 al 1982, causando pesanti ripercussioni anche a lungo termine.

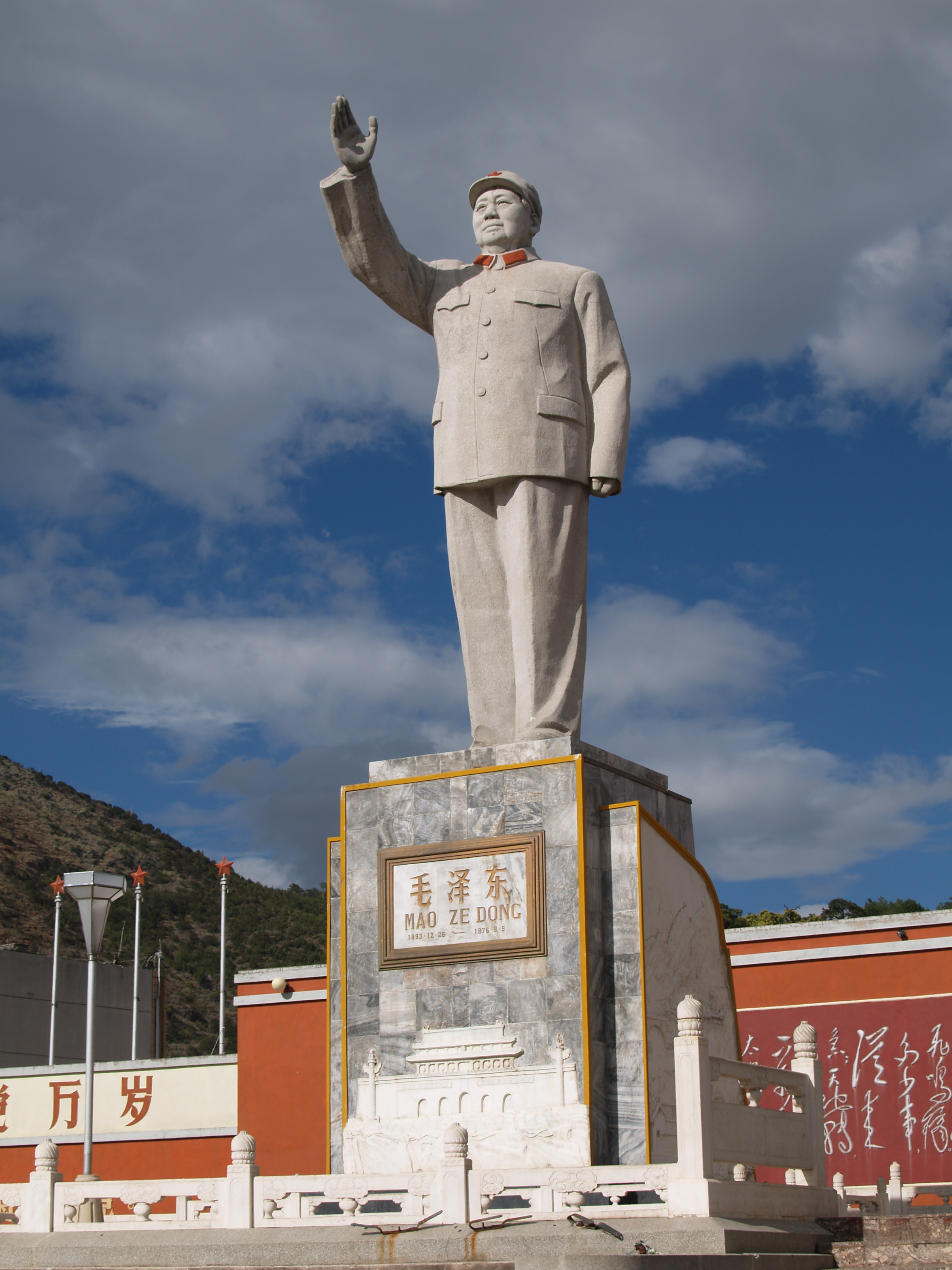
Statua di Mao a Lijiang

L'ideologia del maoismo ha influenzato molti comunisti in tutto il mondo, compresi i movimenti rivoluzionari del terzo mondo, come i Khmer rossi in Cambogia, Sendero Luminoso in Perù, il movimento rivoluzionario del Nepal e persino il Partito Comunista Rivoluzionario degli Stati Uniti. Ironicamente la Cina si è distanziata nettamente dal maoismo fin dalla morte di Mao e molte delle persone al di fuori della Cina che si descrivono come maoiste considerano le riforme di Deng Xiaoping come un tradimento dell'eredità di Mao.
Nella Cina continentale molte persone considerano ancora Mao come un eroe nella prima metà della sua vita, ma sostengono che divenne un mostro dopo aver ottenuto il potere. In particolare Mao viene criticato per aver creato un culto della personalità. In un'epoca dove la crescita economica ha provocato l'aumento della corruzione in Cina c'è chi guarda a Mao come a un simbolo di incorruttibilità morale e di auto-sacrificio, in contrasto con l'attuale leadership. A metà degli anni 1990 il ritratto di Mao iniziò a comparire su tutti i nuovi renminbi, la valuta della Repubblica Popolare Cinese. La scelta era concepita principalmente come misura anti-contraffazione, poiché il volto di Mao è ampiamente conosciuto, al contrario delle figure generiche che comparivano sulle vecchie banconote.

## Vita privata

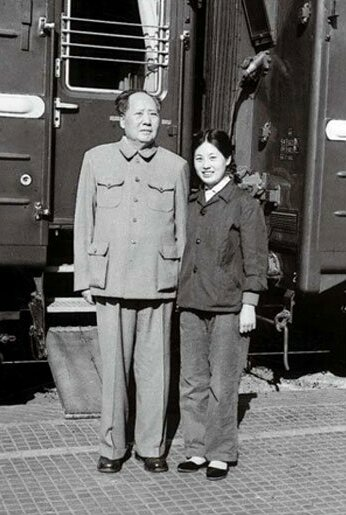
Mao Zedong e Zhang Yufeng (1964)

Poche fonti accademiche discutono della vita privata di Mao, che era mantenuta nel totale segreto al tempo del suo regime. Dopo la sua morte il suo medico personale Li Zhisui pubblicò le sue memorie col titolo La vita privata del Presidente Mao, nel quale afferma che Mao fumava moltissime sigarette, si faceva molto raramente il bagno e non si lavava mai i denti, passava molto tempo a letto, era dipendente dai barbiturici e aveva un folto gruppo di compagne sessuali da cui aveva contratto malattie veneree.
Il suo nome cinese di cortesia era originariamente Yǒngzhī (詠芝), ma quello pubblicamente noto fu Rùnzhī (潤芝; in cinese semplificato 润芝).

## Famiglia
Mogli: 
1. Luo Yixiu (罗一秀, 1889 - 1910) da Shaoshan: moglie dal 1907 al 1910, morì di dissenteria.
2. Yang Kaihui (杨开慧, 1901-1930) da Changsha: moglie dal 1921 al 1927, giustiziata dal Kuomintang nel 1930.
3. He Zizhen (贺子珍, 1909-1984) dallo Jiangxi: moglie dal maggio 1928 al 1939.
4. Jiang Qing (李淑蒙, 1914-1991): moglie dal 1939 alla morte di Mao.

Parenti:
- Wen Qimei (文七妹), madre
- Mao Yichang (毛贻昌), padre, il cui nome di cortesia era Mao Shunsheng (毛顺生)
- Mao Enpu (毛恩普), nonno paterno

Fratelli e sorelle:
- Mao Zemin (毛泽民, 1895-1943), fratello minore
- Mao Zetan (毛泽覃, 1905-1935), fratello minore
- Mao Zehong, sorella (giustiziata dal Kuomintang nel 1930)

I genitori di Mao Zedong ebbero complessivamente cinque figli e due figlie: due dei figli e una figlia morirono giovani. Come le tre mogli di Mao, Mao Zemin e Mao Zetan erano comunisti. Come Yang Kaihui, sia Zemin sia Zetan vennero uccisi in guerra mentre Mao era in vita. Si noti che il carattere ze (泽) appare nei nomi di tutti i figli, una comune convenzione cinese.
Figli:
- Mao Anying (毛岸英): avuto da Yang, sposatosi con Liu Siqi (刘思齐), che nacque come Liu Songlin (刘松林)
- Mao Anqing (毛岸青): avuto da Yang, sposatosi con Zhao Hua (邵华), ebbe un figlio, Mao Xinyu (毛新宇)
- Li Min (李敏): avuta da He, sposatasi con Kong Linghua (孔令华), ebbe un figlio, Kong Ji'ning (孔继宁), e una figlia Kong Dongmei (孔冬梅)
- Li Na (李讷): avuta da Jiang (il cui nome di nascita era Li), sposatasi con Wang Jingqing (王景清), da cui ebbe un figlio, Wang Xiaozhi (王效芝)

Alcune fonti suggeriscono che Mao ebbe altri figli durante i giorni della rivoluzione; in molti casi i figli vennero affidati a famiglie di contadini perché era difficile prendersene cura e al contempo concentrarsi sulla rivoluzione.

## Opere
Mao è accreditato come autore delle Citazioni del presidente Mao Tse-tung, note in occidente come Libretto rosso: si tratta di una collezione di estratti dai suoi discorsi e articoli. Mao scrisse diversi altri trattati filosofici sia prima sia dopo aver assunto il potere. Questi comprendono:
- Sulla pratica (luglio 1937)[26];
- Sulla contraddizione (agosto 1937)[26]
- Sulla nuova democrazia (gennaio 1940)[27]
- Sulla letteratura e l'arte; (maggio 1942)[28]
- Sulla corretta gestione delle contraddizioni tra il popolo (27 febbraio 1957)[29].

Mao scrisse poesie, principalmente in forma ci. I suoi meriti letterari sono difficili da valutare alla luce del controverso status politico dell'autore e sono tenuti in considerazione più in Cina che all'estero.
Tra i contributi principali di Mao Zedong che hanno formato e diffuso il Mao-pensiero, sono da ricordare i "Tre vecchi articoli" (in cinese 老三篇S, Lǎo sān piānP), così intitolati:
- In memoria di Bethune (21 dicembre 1939)[30]
- Servire il popolo (8 settembre 1944)[31]
- Il vecchio scemo rimuove le montagne (11 giugno 1945)[32]

"Servire il popolo" è tratto dal discorso pronunciato da Mao Zedong alla cerimonia in memoria del compagno Zhang Side, una delle guardie del Comitato Centrale del Partito comunista cinese.
"In memoria di Bethune" è stato scritto per il "Volume in memoria di Norman Bethune" pubblicato del 1940 dal Dipartimento politico e dal Dipartimento d'igiene dell'Ottava armata della Strada per omaggiare il medico canadese.
"Il vecchio scemo rimuove le montagne" è tratto dal discorso di Mao Zedong a conclusione del VII Congresso del Partito Comunista Cinese.

### Edizioni italiane delle opere di Mao Zedong
- Politica e strategia nella Guerra Rivoluzionaria Cinese, Le edizioni sociali, Milano, 1949.
- La mia vita, Edizioni di cultura sociale, Roma, 1951.
- La nuova democrazia, Le edizioni sociali, Milano, 1951.
- Politica e cultura, Edizioni di cultura sociale, Roma, 1951.
- La Costituzione cinese, Edizioni di cultura sociale, Roma, 1954.
- Scritti scelti

1921-1936, Edizioni Rinascita, Roma, 1954.
1937-1938, Edizioni Rinascita, Roma, 1955.
1939-1941, Edizioni Rinascita, Roma, 1955.
1941-1945, Edizioni Rinascita, Roma, 1956.
1945-1949, Editori Riuniti, Roma, 1964.
- La cooperazione agricola in Cina, Editori Riuniti, Roma, 1956.
- Sulla nuova democrazia, Edizioni Rinascita, Roma, 1956.
- Delle contraddizioni tra il popolo. Traduzione, Einaudi, Torino, 1957.
- Sulle contraddizioni nel popolo, Editori Riuniti, Roma, 1957.
- Diecimila fiumi e mille montagne, Editori Riuniti, Roma, 1958.
- Le poesie, Edizione "Avanti!", Milano-Roma, 1959.
- Tigri di carta. Scritti sull'imperialismo, Editori Riuniti, Roma, 1959.
- La rivoluzione cinese e il Partito comunista cinese, Editori Riuniti, Roma, 1961.
- La rivoluzione fino in fondo. Dieci articoli dal quarto volume dell'edizione cinese delle opere scelte, Edizioni Oriente, Milano, 1963.
- La guerra rivoluzionaria, Dall'Oglio, Milano, 1964.
- Scritti filosofici, Edizioni Oriente, Milano, 1964.
- Condanna della aggressione americana nel Congo, Edizioni Oriente, Milano, 1965.
- Sulla letteratura e l'arte, Edizioni Oriente, Milano, 1965.
- Scritti militari, 2 voll., Edizioni Oriente, Milano, 1966-1967.
- Al servizio del popolo; In memoria di Norman Bethune; Come Yu Kung rimosse le montagne, Casa editrice in lingue estere, Pechino, 1967.
- Analisi delle classi della società cinese, Edizioni Oriente, Milano 1965; poi Casa editrice in lingue estere, Pechino, 1967.
- Citazioni dalle opere del presidente Mao Tse-tung, Casa editrice in lingue estere, Pechino, 1967.
- Citazioni del presidente Mao Tse-tung. Il libro delle guardie rosse, Feltrinelli, Milano, 1967.
- Citazioni. Il breviario delle Guardie Rosse, Longanesi, Milano, 1967.
- Confidenze, Ortles, Milano 1967.
- Da dove provengono le idee giuste?, Casa editrice in lingue estere, Pechino, 1967.
- Intervista con la giornalista americana Anna Louise Strong, Casa editrice in lingue estere, Pechino, 1967.
- Il pensiero di Mao Tse Tung, Il quadrato, Milano, 1967.
- Il presidente Mao Tse-tung sulla guerra di popolo, Edizioni Oriente, Milano, 1967.
- Sulla giusta soluzione della contraddizioni in seno al popolo, Casa editrice in lingue estere, Pechino, 1967.
- Al servizio del popolo; In memoria di Norman Bethune; Come Yu Kung rimosse le montagne, Casa editrice in lingue estere, Pechino, 1968.
- Antologia, Edizioni Oriente, Milano, 1968.
- Citazioni. Il manuale delle guardie rosse, Lara, Roma, 1968.
- Come correggere le idee errate nel partito, Casa editrice in lingue estere, Pechino, 1968.
- Contro il liberalismo, Casa editrice in lingue estere, Pechino, 1968.
- Da dove provengono le idee giuste?, Casa editrice in lingue estere, Pechino, 1968.
- Dichiarazione del compagno Mao Tse-Tung, presidente del comitato centrale del Partito comunista cinese, in appoggio alla lotta degli afroamericani contro la repressione violenta. 16 aprile 1968, Casa editrice in lingue estere, Pechino, 1968.
- Discorsi alla conferenza di Yenan sulla letteratura e l'arte, Casa editrice in lingue estere, Pechino, 1968.
- Discorso alla conferenza nazionale del Partito comunista cinese sul lavoro di propaganda, Casa editrice in lingue estere, Pechino, 1968.
- I compiti del partito comunista cinese nel periodo della resistenza al Giappone, Casa editrice in lingue estere, Pechino, 1968.
- Il presidente Mao Tse-Tung sulla guerra popolare, Casa editrice in lingue estere, Pechino, 1968.
- Poesie, Allemano, Torino, 1968.
- Preoccuparsi delle condizioni di vita delle masse, fare attenzione ai metodi di lavoro, Casa editrice in lingue estere, Pechino, 1968.
- Problemi della guerra e della strategia, Casa editrice in lingue estere, Pechino, 1968.
- Problemi strategici della guerra rivoluzionaria in Cina, Casa editrice in lingue estere, Pechino, 1968.
- Rapporto alla seconda sessione plenaria del settimo Comitato centrale del Partito comunista cinese, Casa editrice in lingue estere, Pechino, 1968.
- Rapporto d'inchiesta sul movimento contadino nello Hunan, Casa editrice in lingue estere, Pechino, 1968.
- Scritti filosofici, politici e militari. 1926-1964, Feltrinelli, Milano, 1968.
- Sulla contraddizione, Casa editrice in lingue estere, Pechino, 1968.
- Sulla nuova democrazia, Casa editrice in lingue estere, Pechino, 1968.
- Sulla pratica. Sul rapporto fra la conoscenza e la pratica, fra il sapere e il fare, Casa editrice in lingue estere, Pechino, 1968.
- Sulla tattica contro l'imperialismo giapponese, Casa editrice in lingue estere, Pechino, 1968.
- Sulle contraddizioni del popolo, Samonà e Savelli, Roma, 1968.
- Una scintilla può dar fuoco a tutta la prateria, Casa editrice in lingue estere, Pechino, 1968.
- con Lin Piao, Kiang Tsing, Il lavoro letterario e artistico, Libreria Feltrinelli, Milano, 1969.
- Opere scelte, 4 volumi, Casa editrice in lingue estere, Pechino, 1969-1975.
- Conquistare a milioni le masse nel fronte unito nazionale antigiapponese. 7 maggio 1937, Casa editrice in lingue estere, Pechino, 1969.
- Dichiarazione su una dichiarazione di Chiang Kai-Shek. 28 dicembre 1936, Casa editrice in lingue estere, Pechino, 1969.
- La lotta sui monti Chingkang, Casa editrice in lingue estere, Pechino, 1969.
- Orientamento del movimento giovanile, Casa editrice in lingue estere, Pechino, 1969.
- I pensieri. Il libro delle guardie rosse , Avanzini e Torraca, Roma, 1969.
- Pensieri di Mao, Oltrecortina, Roma-Milano, 1969.
- Perché può esistere in Cina il potere rosso? : 5 ottobre 1928, Casa editrice in lingue estere, Pechino, 1969.
- Poesie, Samonà e Savelli, Roma, 1969.
- Politica e cultura, Samonà e Savelli, Roma, 1969.
- Presentazione della rivista Il comunista, Casa editrice in lingue estere, Pechino, 1969.
- La rivoluzione cinese e il partito comunista cinese. Dicembre 1939, Casa editrice in lingue estere, Pechino, 1969.
- Sul rafforzamento del sistema dei comitati di partito, Casa editrice in lingue estere, Pechino, 1969.
- Popoli di tutto il mondo, unitevi per sconfiggere gli aggressori americani e tutti i loro lacchè. (Dichiarazione del 20 maggio 1970), Casa editrice in lingue estere, Pechino, 1970.
- Sul rapporto avanguardia-masse, Samonà e Savelli, Roma, 1970.
- Quattro poesie, Milano, 1971.
- Il ruolo del partito comunista cinese nella guerra nazionale: (Ottobre 1938), Casa editrice in lingue estere, Pechino, 1971.
- Intervista con il giornalista inglese James Bertram. 25 ottobre 1937, Casa editrice in lingue estere, Pechino, 1971.
- La questione dell'indipendenza e dell'autonomia nel fronte unito. (5 novembre 1938), Casa editrice in lingue estere, Pechino, 1971.
- Problemi strategici della guerra partigiana antigiapponese. (maggio 1938), Casa editrice in lingue estere, Pechino, 1971.
- Sul partito, Edizioni Oriente, Milano, 1971.
- Sulla guerra di lunga durata. (maggio 1938), Casa editrice in lingue estere, Pechino, 1971.
- Sulla politica. 25 dicembre 1940, Casa editrice in lingue estere, Pechino, 1971.
- Uno studio sull'educazione fisica; Tutte le poesie, Sansoni, Firenze, 1971.
- 37 poesie, Mondadori, Milano, 1972.
- Scritti filosofici, Edizioni Servire il Popolo, Milano, 1972.
- Sullo stile di lavoro, Edizioni Servire il Popolo, Milano, 1972.
- Tutte le poesie, Newton Compton, Roma, 1972.
- Il socialismo nelle campagne cinesi. Testi sulla collettivizzazione agraria, Feltrinelli, Milano, 1973.
- La lunga vita di Mao Tzetung, Mazzotta, Milano, 1973.
- Sul fronte unito, Edizioni Servire il Popolo, Milano, 1973.
- Sulla cultura, Edizioni Servire il Popolo, Milano, 1973.
- Il pensiero politico di Mao Tse-tung, A. Mondadori, Milano, 1974.
- La rivoluzione cinese, Newton compton italiana, Roma, 1974.
- Per la rivoluzione culturale. Scritti e discorsi inediti 1917-1969, Einaudi, Torino, 1974.
- Sulla lotta contro il revisionismo moderno, Il bolscevico, Firenze, 1974.
- Sulla marea montante, Edizioni Servire il Popolo, Milano, 1974.
- Discorsi inediti dal 1956 al 1971, A. Mondadori, Milano, 1975.
- La costruzione del socialismo, Newton compton, Roma, 1975.
- Mao inedito. Scritti, discorsi, lettere, colloqui, 1949-1971, A. Armando, Roma, 1975.
- Note su Stalin e il socialismo sovietico, Laterza, Bari, 1975.
- Su Stalin e sull'URSS. Scritti sulla costruzione del socialismo. 1958-1961, Einaudi, Torino, 1975.
- La mia vita, con prefazione di Roberto Gremmo, Cooperativa Editrice Nuova Cultura, Bergamo, 1976.
- Opere scelte, Sarmi, Roma, 1976.
- Senza contraddizione non c'è vita. Inediti sulla dialettica, Bertani, Verona, 1976.
- I dieci grandi rapporti, Napoleone, Roma, 1977.
- Opere. Teoria della rivoluzione e costruzione del socialismo, Newton Compton editori, Roma, 1977.
- Trentasei poemi e trentasei fiori di carta, Franco Maria Ricci, Milano, 1978.
- Rivoluzione e costruzione. Scritti e discorsi, 1949-1957, Einaudi, Torino, 1979.
- Pensieri del fiume Xiang. Prima edizione mondiale della "Rivista del fiume Xiang", Editori riuniti, Roma, 1981.
- Ribellarsi è giusto, libretti rossi ES, Bologna, 1991.
- Opere di Mao Tse-tung, 26 volumi, Rapporti Sociali, Milano, 1991-1994.
- Ribellarsi è giusto. "Una scintilla può dar fuoco a tutta la prateria", Synergon, Bologna, 1993, Gwynplaine, Camerano, 2013.
- Citazioni. Il libretto rosso, Newton Compton, Roma, 1994.
- I centofiori, Datanews, Roma, 1994.
- Sulla pratica. Sul rapporto fra la conoscenza e la pratica, fra il sapere e il fare. (luglio 1937), Laboratorio politico, Napoli, 1995.
- Inventare una scuola. Scritti giovanili sull'educazione, Manifestolibri, Roma, 1996.
- 36 fiori di carta, A. Mondadori, Milano, 1998.
- Sulla nuova democrazia. Documenti, Noctua, Torino, 2001.
- Sull'esperienza storica del socialismo. Scritti 1956, Nuova editrice oriente, Taranto, 2002.
- I pensieri di Mao, Fermento, Roma, 2005.
- Un sole rosso al centro dei nostri cuori. Pensieri dal libretto rosso, BUR, Milano, 2007.
- Il libretto rosso, Newton Compton, Roma, 2008.

## Critici
Tra i critici del pensiero e dell'operato di Mao si annoverano Jasper Becker, Jung Chang, Harry Wu e Zhang Xianliang.

## Citazioni nelle arti e nella cultura di massa
La definizione di rivoluzione dal Libretto rosso compare all'inizio del film di Sergio Leone Giù la testa, appena prima dei titoli iniziali. Per la sua figura di rivoluzionario è citato anche nella canzone Revolution dei Beatles. Mao è infine raffigurato in vari ritratti policromi in stile pop art di Andy Warhol.